# Joshua (Texas)
Joshua és una població dels Estats Units a l'estat de Texas. Segons el cens del 2006 tenia 5.574 habitants.

## Demografia
Segons el cens del 2000, Joshua tenia 4.528 habitants, 1.610 habitatges, i 1.252 famílies. La densitat de població era de 268,6 habitants/km².
Dels 1.610 habitatges en un 40,9% hi vivien nens de menys de 18 anys, en un 62,6% hi vivien parelles casades, en un 11,3% dones solteres, i en un 22,2% no eren unitats familiars. En el 17,2% dels habitatges hi vivien persones soles el 6,2% de les quals corresponia a persones de 65 anys o més que vivien soles. El nombre mitjà de persones vivint en cada habitatge era de 2,81 i el nombre mitjà de persones que vivien en cada família era de 3,17.
Per edats la població es repartia de la següent manera: un 29,7% tenia menys de 18 anys, un 9,1% entre 18 i 24, un 28,8% entre 25 i 44, un 22,6% de 45 a 60 i un 9,8% 65 anys o més.
L'edat mediana era de 33 anys. Per cada 100 dones de 18 o més anys hi havia 93,1 homes.
La renda mediana per habitatge era de 43.431$ i la renda mediana per família de 50.785$. Els homes tenien una renda mediana de 36.686$ mentre que les dones 23.674$. La renda per capita de la població era de 18.363$. Aproximadament el 3,9% de les famílies i el 6,3% de la població estaven per davall del llindar de pobresa.

## Poblacions més properes
El següent diagrama mostra les poblacions més properes.